# Умгени

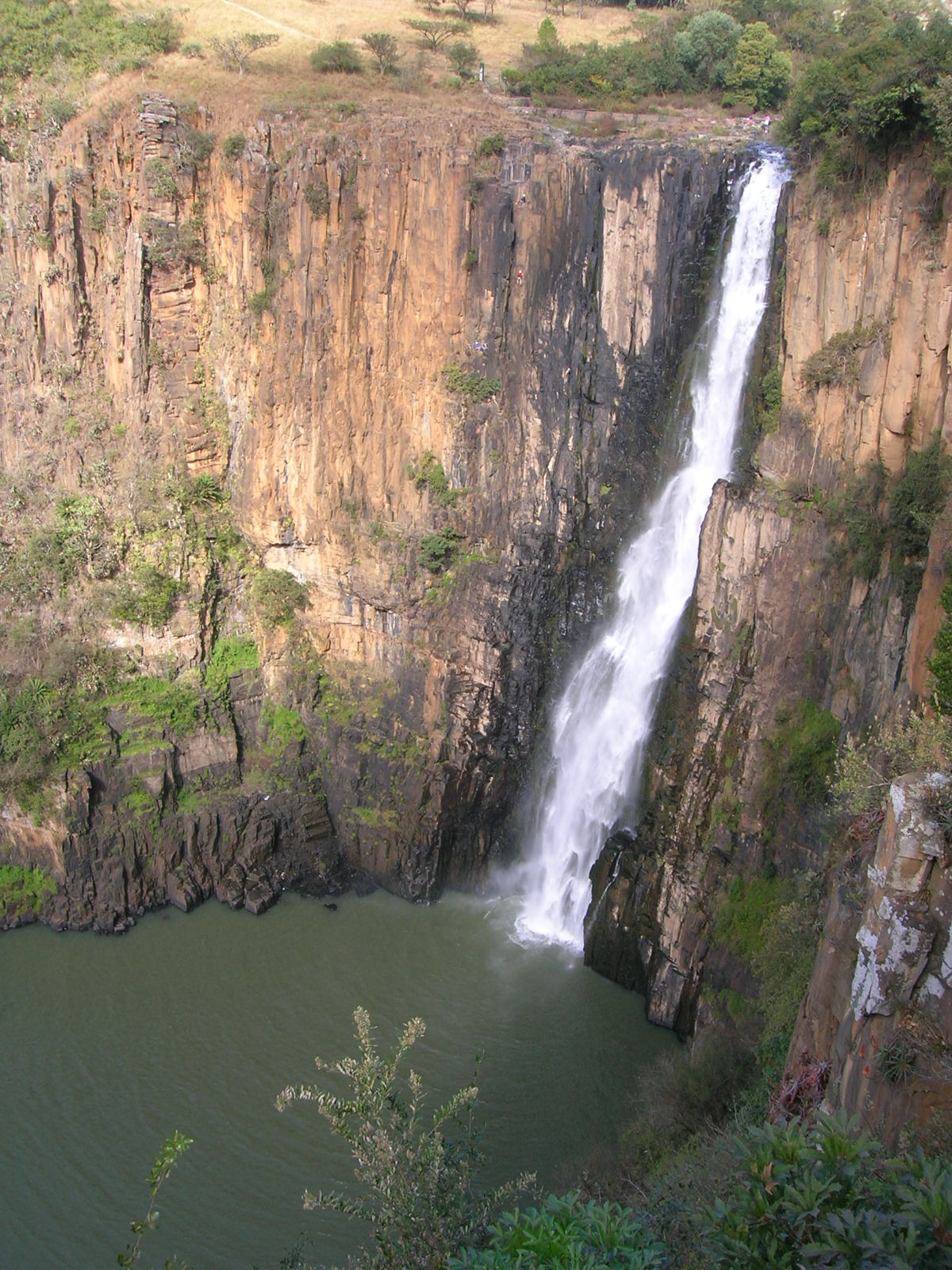
Водопад Ховик

Умгени (зулу Mngeni, африк. Umgenirivier, англ. Umgeni) — река в провинции Квазулу-Натал, ЮАР. Она берёт своё начало в нагорье Квазулу, устье находится к северу от Дурбана. Название реки переводится с языка зулу как «территория акаций», хотя есть и другие названия.
Длина реки около 232 км, площадь бассейна 4432 км². На реке расположены четыре водохранилища: Мидмар-Дам, Альберт-Фаллс-Дам, Нагле-Дам, Инанда-Дам.
Предполагается, что на Рождество 1497 года Васко да Гама в устье Умгени пополнял запасы воды. Поэтому её сначала назвали Натал (англ. Natal).
Умгени имеет приток — реку Мзундузи. В январе в течение трёх дней между Кейптауном и Дурбаном проходит популярный марафон на байдарках и каноэ.